# 매니 마르티네스
매니 마르티네스(Manuel Martínez DeJesús, 1970년 10월 3일 ~ )는 도미니카 공화국의 전 야구 선수로, 삼성 라이온즈와 LG 트윈스에서 뛰었다. 

## KBO 리그 시절
2001년 5월 26일 해태전에서 외국인 선수 최초의 사이클링 히트를 기록한 선수로, 장타력을 앞세워 클린업 타선에 들어갔다.
첫 해 20-20을 달성했지만 2001 시즌 후 재계약에 실패해  이듬해 LG 트윈스에 이적했고, 페넌트레이스에서 준수한 활약을 하였고, 준플레이오프 1차전에서 만루홈런을 치는등 팀의 한국시리즈 준우승에 기여하였고, 2003년까지 대한민국에서 프로야구선수 생활을 했다.

## 지도자 경력
이후 야마이코 나바로를 통하여 도미니카 공화국에서 지도자 생활을 하고 있다는 것으로 전해지고 있다.

## 통산기록

### 한국 프로 야구 기록
- 연도 별 성적

| 연도 | 팀   | 타율  | 경기 수 | 타수 | 안타 | 2루타 | 3루타 | 홈런 | 타점 | 득점 | 도루 | 도루실패 | 4사구 | 삼진 | 병살타 |
| ---- | ---- | ----- | ------- | ---- | ---- | ----- | ----- | ---- | ---- | ---- | ---- | -------- | ----- | ---- | ------ |
| 2001 | 삼성 | 0.278 | 128     | 482  | 134  | 27    | 2     | 25   | 96   | 93   | 28   | 11       | 57    | 79   | 12     |
| 2002 | LG   | 0.279 | 109     | 409  | 114  | 19    | 1     | 15   | 69   | 59   | 22   | 12       | 53    | 70   | 5      |
| 2003 | LG   | 0.273 | 131     | 483  | 132  | 29    | 2     | 17   | 70   | 70   | 27   | 14       | 61    | 67   | 3      |
| 통산 | 3년  | 0.277 | 368     | 1374 | 380  | 75    | 5     | 57   | 235  | 222  | 77   | 37       | 171   | 216  | 20     |

1. ↑  조진범 (2001년 11월 26일). “프로야구 삼성 팀정비 가속도”. 영남일보. 2022년 7월 27일에 확인함.
2. ↑  손찬익 (2014년 1월 17일). “나바로, "스승 마르티네스보다 잘 할 자신 있다"”. OSEN. 2022년 5월 22일에 확인함.